# Pandaka
Pandaka és un gènere de peixos de la família dels gòbids i de l'ordre dels perciformes.

## Taxonomia
- Pandaka bipunctata (Wu, 2008)[2]
- Pandaka lidwilli (McCulloch, 1917)[3]
- Pandaka pusilla (Herre, 1927)[4]
- Pandaka pygmaea (Herre, 1927)[4]
- Pandaka rouxi (Weber, 1911)[5]
- Pandaka silvana (Barnard, 1943)[6]
- Pandaka trimaculata (Akihito & Meguro, 1975)[7][8][9][10][11][12][13]